# Смит, Саманта
Сама́нта Рид Смит (англ. Samantha Reed Smith; 29 июня 1972, Хоултон, США — 25 августа 1985, аэропорт Оберн-Льюистон, США) — американская школьница из штата Мэн, получившая всемирную известность во время холодной войны благодаря переписке с Юрием Андроповым, только что ставшим генеральным секретарём ЦК КПСС.
В ноябре 1982 года десятилетняя Саманта Смит написала Юрию Андропову письмо, чтобы разобраться, почему отношения между США и СССР такие напряжённые. По приглашению Андропова в ответном письме Саманта посетила в июле 1983 года Советский Союз: Москву, Ленинград и пионерский лагерь «Артек», её путешествие освещалось мировыми СМИ. После возвращения из СССР Саманта написала о поездке книгу, снималась в сериалах. В декабре 1983 года её пригласили в Японию.
25 августа 1985 года, возвращаясь со своим отцом со съёмок сериала «Улица Лайм», Саманта Смит погибла в авиакатастрофе в возрасте 13 лет. Это происшествие вызвало широкий общественный резонанс и породило теорию заговора, однако официальное расследование показало, что ответственность лежит на пилоте. Память о Саманте была увековечена как в США, так и в СССР.

## Исторический контекст
Когда Юрий Андропов пришёл на смену Леониду Брежневу на посту Генерального секретаря ЦК КПСС в ноябре 1982 года, западная пресса широко освещала это событие. Большинство статей выставляло нового советского руководителя в негативном свете, их авторы предполагали, что новое назначение станет угрозой стабильности в международных отношениях. Андропов был послом СССР в Венгрии во время событий 1956 года, а с 1967 по 1982 годы занимал пост председателя КГБ. За это время он стал известен на Западе подавлением Пражской весны и борьбой с диссидентами, например, А. Д. Сахаровым и А. И. Солженицыным. Придя к власти, он продолжил бороться с диссидентами и усилил власть КГБ. Андропов заявил, что «борьба за права человека есть часть широкого империалистического заговора во имя подрыва основ Советского государства». Рональд Рейган, в свою очередь, на первой пресс-конференции в качестве президента США назвал СССР режимом, готовым на любые преступления, на ложь и обман ради построения коммунистического общества. Большое опасение по обе стороны «железного занавеса» также вызывали проекты по размещению систем ПРО в космосе. И США, и СССР были заинтересованы в разработке такого вида вооружений, однако были вынуждены отказаться от этих проектов. Они вызвали общественное неприятие и критику с технологических позиций.
В это время в Европе и Америке усилились протесты против ядерного оружия. На волне этих настроений 20 ноября 1983 года на экраны вышел постапокалиптический фильм «На следующий день», показывающий мир после ядерной войны. Опросы, проведённые и в США, и в СССР среди школьников, показали, что большинство из них было обеспокоено возможностью начала ядерной войны, причём беспокойство советских детей было больше. Многие, включая школьников, писали письма руководителям США и СССР, выражая свои тревоги. Советские школьники письма в Белый дом посылали организованно.
К 1983 году две сверхдержавы отказались от стратегии разрядки и вступили в новую фазу гонки вооружений. В ответ на развёртывание советских ракет РСД-10 Рейган разместил в Европе ракеты Першинг-2. Советские войска уже третий год вели войну в Афганистане. США в знак протеста против ввода советских войск в эту страну бойкотировали Олимпийские игры 1980 года в Москве, СССР в ответ бойкотировал игры в Лос-Анджелесе 1984 года.
22 ноября 1982 года журнал Time разместил портрет Андропова на обложке и посвятил ему несколько статей. Саманта Смит прочла их вместе с матерью и спросила у неё: «Если Андропова все так боятся, почему не напишут ему письмо и не спросят, собирается ли он начинать войну?» Мать ответила: «Почему бы тебе самой не написать ему?», и Саманта написала.

## Биография

### Детство
Саманта Рид Смит родилась 29 июня 1972 года в городе Хоултон, в штате Мэн, США в семье Артура и Джейн Смитов. В 1980 году семья переехала в город Манчестер. Отец Саманты преподавал английский язык и литературу в Университете штата Мэн, а мать была социальным работником.
Саманта была обычным ребёнком: играла в школьной команде по софтболу, любила животных, хоккей на траве и фортепиано, каталась на роликовых коньках и много читала. В 5 лет она написала своё первое письмо главе государства — Елизавете II, когда та находилась с визитом в Канаде, и получила ответ. Несмотря на это, она была довольно стеснительной, друзей у неё было немного.
В ноябре 1982 года десятилетняя Саманта Смит пишет Юрию Андропову письмо, чтобы разобраться, почему отношения США и СССР такие напряжённые.

### Письмо Андропову
Уважаемый мистер Андропов,
Меня зовут Саманта Смит. Мне десять лет. Поздравляю Вас с Вашей новой работой. Я очень беспокоюсь, не начнётся ли ядерная война между Россией и Соединёнными Штатами. Вы собираетесь проголосовать за начало войны или нет? Если Вы против войны, скажите, пожалуйста, как Вы собираетесь помочь предотвратить войну? Вы, конечно, не обязаны отвечать на мой вопрос, но я бы хотела получить ответ. Почему Вы хотите завоевать весь мир или, по крайней мере, нашу страну? Бог создал мир, чтобы мы жили вместе и заботились о нём, а не завоёвывали его. Пожалуйста, давайте сделаем, как он хочет, и каждый будет счастлив.
Саманта Смит
Оригинальный текст (англ.)
Dear Mr. Andropov,
My name is Samantha Smith. I am 10 years old. Congratulations on your new job. I have been worrying about Russia and the United States getting into a nuclear war. Are you going to vote to have a war or not? If you aren't please tell me how you are going to help to not have a war. This question you do not have to answer, but I would like it if you would. Why do you want to conquer the world or at least our country? God made the world for us to share and take care of. Not to fight over or have one group of people own it all. Please lets do what he wanted and have everybody be happy too.
Samantha Smith

В письме Саманта после подписи написала свой адрес и постскриптум, в котором просила прислать ей ответ. Письмо было отправлено в СССР в ноябре 1982 года, а в апреле 1983 года часть письма была опубликована в газете «Правда»: «„Почему вы хотите завоевать весь мир или по крайней мере нашу страну?“ — спрашивает Саманта Смит из города Манчестер, что в штате Мэн. Думается, Саманту можно простить в её заблуждении — девочке всего лишь десять лет». Нейман утверждает, что сроки этой публикации неслучайны — 23 марта 1983 года Рейган анонсировал СОИ. В статье «Правды» были приведены письма и других американцев, писавших Андропову о своей обеспокоенности по поводу ядерного оружия.
Саманта была рада, когда узнала о публикации в «Правде», но ответа на своё письмо к тому моменту она ещё не получила. К тому же Саманта считала, что задаёт важные вопросы, а то, что ей десять лет, — совсем не важно. Тогда она написала письмо советскому послу в США, спрашивая, собирается ли Андропов ответить ей. 26 апреля 1983 года получила письмо от Андропова. Письмо на русском языке, набранное на тонированной бумаге и подписанное синими чернилами, было датировано 19 апреля 1983 года и сопровождалось переводом на английский язык. Ниже приведена русская версия письма.

Дорогая Саманта!
Получил твоё письмо, как и многие другие, поступающие ко мне в эти дни из твоей страны, из других стран мира.
Мне кажется — я сужу по письму, — что ты смелая и честная девочка, похожая на Бекки, подружку Тома Сойера из знаменитой книги твоего соотечественника Марка Твена. Эту книгу знают и очень любят в нашей стране все мальчишки и девчонки.
Ты пишешь, что очень обеспокоена, не случится ли ядерная война между двумя нашими странами. И спрашиваешь, делаем ли мы что-нибудь, чтобы не дать вспыхнуть войне.
Твой вопрос — самый главный из тех, что мог бы задать каждый думающий человек. Отвечу тебе на него серьёзно и честно.
Да, Саманта, мы в Советском Союзе стараемся делать все для того, чтобы не было войны между нашими странами, чтобы вообще не было войны на Земле. Так хочет каждый советский человек. Так учил нас великий основатель нашего государства Владимир Ленин.
Советские люди хорошо знают, какая ужасная и разрушительная вещь война. 42 года тому назад нацистская Германия, которая стремилась к господству надо всем миром, напала на нашу страну, сожгла и разорила многие тысячи наших городов и сёл, убила миллионы советских мужчин, женщин и детей.
В той войне, которая закончилась нашей победой, мы были в союзе с Соединёнными Штатами, вместе боролись за освобождение от нацистских захватчиков многих народов. Я надеюсь, что ты это знаешь по урокам истории в школе. И сегодня мы очень хотим жить в мире, торговать и сотрудничать со всеми своими соседями по земному шару — и с далёкими, и с близкими. И, конечно, с такой великой страной, как Соединённые Штаты Америки.
И у Америки, и у нас есть ядерное оружие — страшное оружие, которое может в один миг убить миллионы людей. Но мы не хотим, чтобы оно когда-либо было пущено в ход. Именно поэтому Советский Союз торжественно, на весь мир объявил, что никогда — никогда! — не применит ядерное оружие первым ни против какой страны. И вообще мы предлагаем прекратить его дальнейшее производство и приступить к уничтожению всех его запасов на Земле.
Мне кажется, что это — достаточный ответ на твой второй вопрос: «Почему вы хотите завоевать весь мир или по крайней мере Соединённые Штаты?» Ничего подобного мы не хотим. Никто в нашей стране — ни рабочие и крестьяне, ни писатели и врачи, ни взрослые и дети, ни члены правительства не хотят ни большой, ни «малой» войны.
Мы хотим мира — нам есть чем заняться: выращивать хлеб, строить и изобретать, писать книги и летать в космос. Мы хотим мира для себя и для всех народов планеты. Для своих детей и для тебя, Саманта.
Приглашаю тебя, если пустят родители, приехать к нам, лучше всего — летом. Узнаешь нашу страну, встретишься со сверстниками, побываешь в интернациональном лагере детворы — в Артеке на море. И сама убедишься: в Советском Союзе все — за мир и дружбу между народами.
Спасибо за твоё поздравление. Желаю тебе всего самого хорошего в твоей только что начавшейся жизни.
Ю. Андропов

Перед тем, как ответное письмо было послано Саманте, из советского посольства позвонили Артуру Смиту и попросили разрешение опубликовать ответ в печати, что и было сделано. Письмо Саманты и ответ Андропова оказались в центре внимания международного сообщества: в это время Саманта получила сотни писем. Новостные сюжеты о переписке девочки с генсеком появились как на американском, так и на советском телевидении. Саманту приглашали участвовать в американских телепередачах, ей звонили репортёры из Франции, Англии, Австралии, Болгарии, Германии и Японии. Она получила благодарность от Законодательного собрания штата Мэн: Палата представителей штата и Сенат посвятили ей совместную резолюцию.
Предложения, каким может быть маршрут, высказывали различные советские общественные организации. Организовывать поездку, в надежде на согласие Смитов, начали заранее, сразу после публикации в «Правде» ответа Андропова. В мае 1983 года Саманта и её родители приняли приглашение посетить СССР, причём все расходы взяла на себя советская сторона, обговорив со Смитами план и детали путешествия. О том, как себя следует вести, им рассказал представитель госдепартамента, хотя одобрения или порицания грядущей поездки со стороны Белого дома не последовало.

### Поездка в СССР
Саманта и её родители выехали в СССР 7 июля 1983 года. В аэропорту её встречали двое гидов и множество журналистов. За две недели, проведённые семьёй Смитов в Советском Союзе, посол доброй воли Саманта посетила Москву, Ленинград и лагерь «Артек» в Крыму. В Москве Саманта побывала дважды — в начале своего путешествия и в конце. В это время семья Смитов жила в гостинице «Советская». Девочка увидела Кремль, возложила цветы к месту погребения Юрия Гагарина и к могиле Неизвестного Солдата, посетила зал заседаний Верховного Совета СССР, мавзолей Ленина и квартиру, в которой он жил. Саманта сказала, что Владимир Ленин для советских людей — как Джордж Вашингтон для американцев.
В «Артеке» руководство готовилось к приёму Саманты: достроили столовую, подготовили самую лучшую комнату. Девочку встречали с оркестром, цветами и песней «Пусть всегда будет солнце». Ей предложили выбрать, где она хочет жить: с родителями в гостинице или с девочками в лагере. Саманта ответила: «С девочками!» Вожатая и девочки надели на Саманту пионерскую форму и повязали белый с голубым гостевой галстук. Форма ей очень понравилась, и она увезла её с собой. Для неё провели экскурсию по «Артеку»: показали живой уголок, музей и космическую выставку. Особенно её заинтересовал раздел выставки, посвящённый совместному космическому полёту «Союз» — «Аполлон».
В лагере Саманта соблюдала обычный распорядок дня, как и все советские дети: делала зарядку, ходила на пляж, ездила со всеми на экскурсию в Алупку, а ещё в море, чтобы отправить традиционные послания в бутылках. Саманта подружилась с Наташей Кашириной из Ленинграда и другими детьми. Многие в её отряде говорили по-английски. Во время её пребывания в «Артеке» снимался документальный фильм к шестидесятилетию лагеря. Сохранились кадры, где Саманта поёт на английском языке песню «Пусть всегда будет солнце». На прощание Саманта сказала: «Я буду скучать по своим друзьям из другой страны. Мы останемся друзьями и в дальнейшем. Пусть наши страны тоже дружат. Однажды я надеюсь сюда вернуться. Я люблю тебя, „Артек“!» По словам Саманты на пресс-конференции перед отъездом домой, больше всего ей понравилось купаться в море.
Ребята часто расспрашивали меня об Америке, особенно о том, как мы одеваемся и какая музыка нам нравится. Всем хотелось знать, как я живу, а иногда по вечерам мы говорили о войне и мире, но это казалось лишним, потому что все хорошо относились к Америке и уж, конечно, не хотели никакой войны.
После посещения «Артека» Саманту ждал Ленинград, где она узнала о блокаде города и почтила память её жертв. К примеру, она возложила венок на братскую могилу и прочла дневник Тани Савичевой. Саманта посмотрела спектакль в Театре оперы и балета, посетила Петергоф, Эрмитаж и ленинградский Дворец пионеров, где ребята устроили вечер русских сказок.
В Москве, после возвращения из Ленинграда, Саманта встретилась с первой женщиной-космонавтом Валентиной Терешковой. Кроме того, она побывала в гостях у посла США в СССР Артура Хартмана, посетила Большой театр, московский цирк, музей игрушки и Олимпийский центр в Крылатском, где увидела тренировку советских гимнасток и прокатилась на гоночном велотреке. Андропов так и не встретился с Самантой, сославшись на занятость, однако он передал ей визитную карточку и множество подарков на память, пожелав мира и здоровья. Особенно Саманте понравились два фотоальбома о её путешествии. В ответ она подарила Андропову книгу с речами Марка Твена.
22 июля Саманта вернулась домой в Манчестер, где её встречали с лимузином, букетом роз и красной ковровой дорожкой. На следующий день она приняла участие в местном параде, где ей вручили символический ключ от города, а губернатор штата Мэн Джозеф Бреннан обратился с речью.
СМИ СССР, США и всего мира пристально следили за путешествием Саманты. Мнения американской и советской прессы были различны. В США они отличались полярностью (как и отзывы читателей), в СССР — акцентом на миротворческой сути поездки. Внимание журналистов раздражало Саманту, но она всё же была благодарна им за сопровождение в поездке.
В качестве ответного визита в 1986 году США посетила советская школьница Катя Лычёва.

### На родине
После возвращения из СССР Саманту стали приглашать на телевидение. Она снялась в голливудских сериалах «Чарльз в ответе» и «Улица Лайм», а в качестве специального корреспондента канала Дисней брала интервью у кандидатов в президенты США от Демократической партии, задавая им вопросы о равенстве, правах ребёнка и ядерном разоружении. В декабре 1983 года Саманту пригласили в Японию. На детском симпозиуме в Кобе она предложила главам государств организовать международный обмен между своими внучками, чтобы дети могли пожить в обычных семьях и узнать другую страну, как она узнала СССР. В этот период Самантой интересовался неуравновешенный подросток-сталкер Роберт Бардо. Он написал ей письмо и, видимо, получил ответ, после чего отправился на её поиски. Полиция заметила его в штате Мэн, задержала и отправила домой в Аризону. Через несколько лет Бардо выследил и убил актрису Ребекку Шеффер.
Саманта считала, что её миссия — мир и дружба между детьми, ей писали ребята со всего мира, особенно из Советского Союза. В одном из последних писем в общество «США — СССР» Саманта отметила:
Я повстречалась со многими интересными и добрыми людьми, которые заставили меня по-новому взглянуть на мир. Я была по-настоящему счастлива и никогда не забуду дружеской теплоты писем, которые я получаю от детей со всего света.
Иногда чтение этих писем кажется ещё более увлекательным, чем сама поездка. Но их так много, и я не могу на все ответить. Я прошу за это прощения и благодарю за все ваши прекрасные письма, которые мне очень дороги.
По-моему, люди наших стран должны вместе заниматься спортом, наукой, искусством – тогда мы всегда будем верить, что мир возможен. Пусть всегда будет солнце! Пусть всегда будет небо!
Оригинальный текст (англ.)I met many interesting and friendly people who changed my life. I was very lucky to have that experience, and I must always remember to be thankful for the spirit of friendship that children around the world have shown in their letters.

Sometimes I think that reading letters is the most important part of my adventure. But so many letters have been delivered to my house that I cannot answer them all. If you have written and not had an answer, let me apologize and thank you now for your brave, warm and inspiring letters. I save them all as a treasure.

I think it is very important for people of our countries to share art, science, and sport together. If we can share these things, then we will remind ourselves that peace is always possible. May there always be sunshine! May there always be blue skies!
Корреспонденцией Саманты занимался её отец Артур, который даже оставил ради дочери работу в университете. По большей части ей писали с одобрением, но не всегда. В некоторых письмах есть критика и обвинения в том, что Саманту использовала советская пропаганда. Отвечая на подобную критику в эфире телеканала NBC, Саманта заявляла: «Думаю, что меня использовали, но если это и была пропаганда, то пропаганда мира». На вопрос, понимает ли она, что ей показали не всю правду, Саманта отвечала так: «Принимая у себя в доме гостей, я тоже не стала бы показывать им какой-нибудь захламлённый пыльный чулан». Некоторые одноклассники обзывали Саманту коммунисткой.
Саманта выступала с лекциями о своей поездке и с помощью родителей написала книгу — «Путешествие в Советский Союз», посвятив её всем детям Земли. Книга переведена на несколько языков, в том числе на русский, немецкий, литовский и испанский.

### Гибель
Саманта Смит погибла в авиакатастрофе 25 августа 1985 года. В тот день Саманта с отцом возвращалась из Великобритании со съёмок сериала Роберта Вагнера «Улица Лайм», где девочка играла одну из ролей. В Бостоне они пересели на самолёт местной авиакомпании. Джейн Смит ждала мужа и дочь в аэропорту города Огаста. Однако самолёт с Самантой и её отцом был направлен в муниципальный аэропорт Оберн-Льюистон к юго-западу от Огасты. По словам представителя авиакомпании, сделать посадку в этом аэропорту попросили двое пассажиров. Полёт проходил в сложных метеоусловиях, и из-за плохой видимости при посадке пилот небольшого двухмоторного самолёта Beechcraft Model 99 промахнулся мимо взлётно-посадочной полосы. Самолёт рухнул в километре от её торца (44°2′22″ с. ш. 70°17′30″ з. д.). Никому из 6 пассажиров и 2 пилотов выжить не удалось. Авиакатастрофа породила в СССР версию, что смерть Саманты была неслучайна, однако расследование Национального совета США по безопасности на транспорте показало, что вина за произошедшее лежит на пилоте. Он опустил самолёт ниже посадочной глиссады и не пошёл на второй круг. К тому же ситуацию усугубил сбой в работе наземного радара.
На поминальную службу в честь Саманты Смит и её отца пришло около тысячи человек, в том числе Роберт Вагнер и представитель советского посольства Владимир Кулагин, который зачитал сообщение от Михаила Горбачёва:
Все, кто знал в Советском Союзе Саманту Смит, навсегда оставят в памяти образ американской девочки, которая, как и миллионы советских юношей и девушек, мечтала о мире, о дружбе между народами Соединённых Штатов и Советского Союза.
Несмотря на то, что представители его администрации на похоронах не присутствовали, Рональд Рейган передал Джейн Смит письменное соболезнование:
Возможно, вас немного утешит, что миллионы американцев, миллионы людей разделяют всю тяжесть вашего горя. Они тоже трепетно сохранят в памяти Саманту, её улыбку, её идеализм и чистую, непритворную нежность её души.
Оригинальный текст (англ.)Perhaps you can take some measure of comfort in the knowledge that millions of Americans, indeed millions of people, share the burdens of your grief. They also will cherish and remember Samantha, her smile, her idealism and unaffected sweetness of spirit.
Тела Саманты и её отца были кремированы и погребены недалеко от Хоултона, где она родилась.

## Влияние

### Ирина Тарнопольская
В то время, когда Саманте Смит показывали Советский Союз, Андропов получил письмо, подписанное именем советской школьницы, ученицы пятого класса средней школы из Харькова Ирины Тарнопольской, дочери политического заключённого Юрия Тарнопольского. Информация об этом письме появилась летом 1983 года в газетах США, в которых сообщалось, что Ирина узнала о Саманте Смит и обратилась к Андропову с просьбой освободить её отца из лагеря и отпустить её семью в Израиль.
25 лет спустя, 25 августа 2010 года Русская служба Би-би-си на своём сайте опубликовала информацию о том, что Юрий Тарнопольский, на момент публикации проживавший в США, рассказал, что Ирина не писала это письмо: его написал друг семьи Тарнопольских, ставя своей целью не столько помочь самому Юрию, сколько привлечь внимание на Западе к судьбе советских отказников, а жена Юрия уговорила дочь поставить под ним свою подпись.

### Чой Маньйи
В сентябре 1983 года девятилетняя Чой Маньйи из Гонконга, вдохновившись примером Саманты Смит, написала письмо Юрию Андропову. Её лучшая подруга Юэнь Вайсум была среди погибших при крушении южнокорейского самолёта, сбитого в воздушном пространстве СССР. Чой Маньйи в своём письме просила разрешить ей посетить Сахалин, чтобы попрощаться со своей подругой и почтить её память. «Вы лидер русских. Скажите, почему русские должны были убить мою подругу?», — спросила она у Андропова. Отец Саманты Смит заявил журналистам, что у его дочери нет комментариев по поводу этого письма.

### Сара Йорк
В 1988 году десятилетняя школьница Сара Йорк из штата Мичиган написала письмо тогдашнему руководителю Панамы Мануэлю Норьеге. Отец Сары, в прошлом шахтёр, а на момент написания письма — охранник в местной тюрьме, коллекционировал шляпы. В письме девочка попросила Норьегу прислать ей свою шляпу для коллекции отца.
Норьега последовал примеру Андропова: он ответил Саре и не только отправил ей шляпу, но и пригласил её вместе с родителями погостить у него в Панаме. Семья Йорков получила звонок от американского конгрессмена, который пытался отговорить их от поездки, но, несмотря на это, приняла приглашение.
В интервью Русской службе Би-би-си Сара сказала: «Я слышала о Саманте ещё до начала переписки с Норьегой. Она меня вдохновила. Конечно, я понимала, что в подмётки ей не гожусь. Она была такая красивая, так хотела мира, конечно, она служила для меня примером».

## Память

### Общественные организации
В октябре 1985 года Джейн Смит основала фонд Саманты Смит, занимавшийся организацией школьных обменов между США и СССР (впоследствии России) и способствовавший развитию взаимопонимания между этими странами. Летом 1986 года в штате Мэн был организован детский лагерь мира, 20 советских школьников имели возможность провести три недели с 150 американскими сверстниками, не только вместе занимаясь спортом и походами, но и учась разрешать конфликты в культуре мира. Также и американские школьники получили возможность посетить детские лагеря СССР,  в частности, «Артек». Летом 1986 года в нём побывали 20 одноклассников Саманты. В 1995 году фонд прекратил организацию поездок, а в 2014 году был окончательно закрыт.
Кроме того, обмены между США и СССР организовывали такие организации, как «Голоса будущего» и «Дети как миротворцы». Свою программу молодёжного обмена создала Синтия Лазарофф.
В 1989 году в Москве был основан Центр детской дипломатии имени Саманты Смит. В советское время Центр способствовал народной дипломатии, а после распада СССР стал организовывать обучение детей за границей и готовить их к поступлению в зарубежные учебные заведения. 
19 августа 1991 года под эгидой Центра была учреждена школа «Саманта» для детей в возрасте от 6 до 16 лет, открывшая свои двери 1 октября 1991 года; миссия этой школы носит как образовательный, так и дипломатический характер.

### Памятники и малые скульптурные формы
22 декабря 1986 года в городе Огасте был торжественно открыт памятник Саманте Смит, установленный по инициативе Глена Майклза, коммерческого директора торгового центра в Оберне, неподалёку от которого в 1985 году разбился самолёт Beechcraft 99. Автор памятника — скульптор Гленн Хайнз — изобразил Саманту в полный рост, выпускающую из рук голубя. К её ногам прижимается медвежонок — покровитель штата Мэн. На постаменте памятника укреплена табличка с надписью «Samantha Reed Smith June 29, 1972 — August 25, 1985. Maine’s Young Ambassador of Good Will» (Саманта Рид Смит, 29 июня 1972 — 25 августа 1985. Юный посол доброй воли штата Мэн). Сумма в 25 тысяч долларов, необходимая на сооружение этого памятника, собиралась по всей стране.
В Москве (район Бибирево) на пересечении улиц Плещеева и Лескова в 1990-е годы Саманте Смит был установлен небольшой памятник. Он представлял собой бронзовую статую девочки в полный рост с пальмовой ветвью в руках. В 2003 году он был похищен неизвестными.
21 июля 2023 года памятник Саманте Смит был открыт на аллее её же имени в детском лагере «Морской», входящем в структуру международного детского центра «Артек». Бронзовая скульптура девочки изготовлена в мастерской скульптора Сергея Олешни по эскизам студентов Южного федерального университета.
Имеются сведения о нескольких малых скульптурных формах, посвящённых памяти Саманты Смит:
- В СССР изготовили бронзовый бюст Саманты, хранящийся в Центре детской дипломатии в Москве[53].
- В 1986 году московский скульптор Владимир Аксёнов изготовил портрет-барельеф Саманты[77].
- В 1988 году писатель Ю. Я. Яковлев привёз в Москву подаренный ему несколькими общественными организациями города Бостона бюст Саманты. Писатель передал бюст в Комитет защиты мира[78].
- В 2003 году пенсионер Валентин Ваулин на аллее рядом со своим садовым участком, находящимся в селе Кузиха Хохольского района Воронежской области, установил небольшой металлический памятник Саманте Смит, представляющий собой её портрет-барельеф в круге (автор — скульптор Анатолий Фролов), под которым укреплена металлическая табличка с надписью «Саманта Рид Смит. 29.06.72 — 25.08.85. Юный посол доброй воли», под табличкой же помещены изображения западного и восточного полушарий земного шара. Берёзовая аллея, на которой находится памятник, высажена им же в год смерти девочки и носит её имя[74].

### Медаль четырёх девочек
В 1989 году Комитет защиты мира учредил медаль четырёх девочек (Тани Савичевой, Анны Франк, Садако Сасаки и Саманты Смит), вручаемую борцам за счастье детей и авторам лучших художественных произведений, под девизом «Мир — детям мира!». Медаль была изготовлена по рисунку художника Геннадия Правоторова. Первым лауреатом медали стала американка Патриция Монтандон — руководитель организации «Дети как миротворцы». Медаль была торжественно вручена ей в Москве 25 января 1990 года в Колонном зале Дома Союзов.

### Имени Саманты Смит
Именем Саманты Смит были названы:
- первый понедельник июня, который официально отмечается как день её памяти в штате Мэн[81];
- алмаз весом 32,7 карата, найденный в Якутии неподалёку от города Мирный[82][83];
- горная вершина на Кавказе (на границе Грузии и Осетии)[84];
- выведенные советскими селекционерами сорт георгинов, тюльпанов и помидоров, а также один из сортов эхинопсиса — растения из семейства кактусовых[53];
- разновидность пряжи, названная в честь Саманты и советского посла мира Кати Лычёвой[85];
- астероид 3147 Samantha[англ.], открытый советским астрономом Людмилой Черных в КрАО 16 декабря 1976 года, название присвоено 18 сентября 1986 года[86][87];
- аллея, открытая 4 июля 1986 года в пионерском лагере «Артек» (лагерь «Морской»)[6][88];
- одна из смен «Артека» в июне 2017 года[89], на время которой «Артек» стал школой юного дипломата[33];
- начальные школы в городах Саммамиш (штат Вашингтон)[6] и Джамейка (штат Нью-Йорк)[90];
- улицы в селе Армак и улусе Шанай в Бурятии, а также в посёлке Гобики и городе Унеча Брянской области[91];
- прогулочный теплоход, в 1986 году построенный на Ильичёвском судоремонтном заводе и приписанный к Ялтинскому морскому порту[92] (сгорел 30 октября 2015 года)[93];
- футбольный турнир в Дагестане, который проводился на протяжении нескольких лет[94].

### Отражение в культуре и искусстве
23 ноября 1985 года в Нью-Йорке прошёл детский концерт в память о Саманте. В том же году датский композитор Пер Нёргор написал в память о ней концерт для скрипки с оркестром «Вспоминая ребёнка», исполненный симфоническим оркестром Датского радио. В 1986 году в Ленинграде была создана детская шоу-группа «Саманта». Одна из песен группы посвящена Саманте Смит. О ней также были написаны другие песни, например «Улыбка Саманты» (музыка В. Л. Улановского, слова Ю. Я. Яковлева) и «Пишет девочка Саманта» (музыка Ю. М. Чичкова, слова М. С. Пляцковского).
В 1987 году в Москве вышла документально-художественная книга «Саманта (фантазия-быль)», написанная писателем Юрием Яковлевым. Саманта Смит — одна из четырёх известных девочек, историям которых посвящено произведение Ю. Яковлева «Страсти по четырём девочкам. Мистерия» (Таня Савичева, Анна Франк, Садако Сасаки, Саманта Смит). Ей посвящена поэма Юлии Друниной «Звёздочка». Американская писательница Эллиот Холт написала роман «Одна из них», вдохновившись историей Саманты. Её памяти посвящена книга советской школьницы Кати Лычёвой «С миссией мира» о путешествии в США. В 2023 году вышла книга о Саманте «America's Youngest Ambassador: The Cold War Story of Samantha Smith's Lasting Message of Peace» русско-американской писательницы Лены Нельсон (Правиловой), уроженки Архангельска, являющейся официальным хранителем семейного архива и семейной истории Саманты Смит.
В 1986 году о Саманте Смит сняли документальный фильм «Твоей памяти, Саманта». В том же году в память о ней был проведён телемост Москва — Миннесота и с использованием этой технологии был сыгран совместный мюзикл «Дитя мира». Он впоследствии был поставлен во многих школах США. В середине 1980-х планировалось совместное советско-американское производство фильма о Саманте, Роберт Вагнер был объявлен его продюсером, однако из-за незаинтересованности дистрибьюторов этот фильм так и не был снят. Аллюзии на историю Саманты есть в фильме «Супермен 4: Борьба за мир» и в одном из эпизодов сериала «Золотые девочки».
В 2008 году американский режиссёр Грег Маршалл поставил спектакль «Звёзды Саманты». Американский художник Роберт Шеттерли включил написанный им портрет Саманты в серию «Американцы, которые говорят правду», одноимённая книга была издана в 2005 году. 
В декабре 1985 года была выпущена советская почтовая марка с портретом Саманты.
В 2015 году в музее штата Мэн прошла выставка, приуроченная к тридцатой годовщине смерти Саманты, на ней были представлены фото её пребывания в «Артеке», традиционный русский костюм, подаренный Саманте, и выпуск журнала «Советская жизнь» с её фотографией на обложке и её цитатой: «Теперь я уверена, что русские, как и американцы, не хотят войны».